# Městečko Twin Peaks
Městečko Twin Peaks (v anglickém originále Twin Peaks) je americký dramatický televizní seriál, který vytvořili David Lynch a Mark Frost. Seriál sleduje vyšetřování brutální vraždy populární dívky a středoškolské královny, Laury Palmerové (Sheryl Lee), jež vede speciální agent FBI Dale Cooper (Kyle MacLachlan). Pilotní díl Městečka Twin Peaks byl poprvé vysílán 8. dubna 1990 na televizní stanici ABC a později bylo natočeno dalších sedm dílů a druhá série, která se dostala do vysílání 10. června 1991. Název seriálu vychází z jeho zasazení do malého fiktivního městečka ve státě Washington. Exteriéry byly natočeny v městech Snoqualmie a North Bend. Většina interiérů pak byla natočena v ateliérech v San Fernando Valley, jež se nachází v blízkosti Hollywoodu.
Městečko Twin Peaks se stalo jedním z nejlépe hodnocených seriálů 90. let s příznivými kritickými ohlasy na národní i mezinárodní úrovni. Seriál si získal širokou základnu fanoušků. Stal se součástí popkultury. Na seriál existuje mnoho odkazů v jiných televizních seriálech, reklamách, komiksech, videohrách, filmech a textech písní. Snižující se divácká sledovanost vedla ABC k nátlaku, aby totožnost Lauřina vraha byla odhalena již uprostřed druhé série. Toto odhalení však v kombinaci se střetem s jinými seriály vysílanými ve stejný čas vedlo k ještě většímu propadu ve sledovanosti a ke zrušení celého seriálu. V roce 1992 byl natočen celovečerní film Twin Peaks, jenž tvoří prequel k seriálu. Film však v Americe nebyl komerčně úspěšný.
V roce 2014 bylo oznámeno, že seriál získá pokračování. Třetí řada seriálu, jehož autory jsou opět Frost a Lynch, byla vysílána na stanici Showtime od 21. května do 3. září 2017, celkově bylo natočeno 18 dílů. Lynch a Frost připravovali a psali nový seriál po několik let, režie se ujal sám Lynch. Z původního seriálu se na obrazovky vrátila řada herců, včetně Kylea MacLachlana coby zvláštního agenta FBI Dalea Coopera. Zároveň byly představeny nové postavy, které ztvárnili např. Laura Dernová, Naomi Wattsová, Michael Cera, Jim Belushi a Jennifer Jason Leighová.

## Přehled řad
| Řada | Díly | Premiéra v USA  | Premiéra v USA  | Premiéra v ČR      | Premiéra v ČR      |
| Řada | Díly | První díl       | Poslední díl    | První díl          | Poslední díl       |
| ---- | ---- | --------------- | --------------- | ------------------ | ------------------ |
| 1    | 8    | 8. dubna 1990   | 23. května 1990 | 26. září 1993      | 12. listopadu 1993 |
| 2    | 22   | 30. září 1990   | 10. června 1991 | 19. listopadu 1993 | 29. dubna 1994     |
| 3    | 18   | 21. května 2017 | 3. září 2017    | 30. září 2017      | 30. září 2017      |

## Děj

### První série
Ráno, 24. února, ve městě Twin Peaks, ve státě Washington, objeví dřevorubec Pete Martell na břehu řeky nahé tělo pečlivě zabalené v igelitu. Následuje příjezd šerifa Harry S. Trumana, jeho zástupců a doktora Willa Haywarda, a dochází k zjištění, že tělo patří místní středoškolské krasavici Lauře Palmerové, jež je mezi obyvateli Twin Peaks považována za vzor nevinnosti a mravní čistoty. Tato zpráva se rychle rozšíří mezi obyvateli města, především mezi Lauřinou rodinou a jejími přáteli. Mezitím je na druhé straně státní hranice nalezena další dívka, Ronette Pulaskiová, jak bez cíle a nepříčetně bloudí podél železniční trati. Protože Ronette byla nalezena za hranicí státu, je k vyšetřování případu povolán agent FBI Dale Cooper. Cooper při prvotní prohlídce těla odhalí malý papírek s písmenem R ukrytý pod nehtem. Na městském shromáždění ještě téže noci, Cooper informuje obyvatele města, že styl provedení vraždy se shoduje s vrahem, jenž v předchozím roce zavraždil jinou dívku v jihozápadním Washingtonu, a důkazy naznačují, že tento vrah žije v Twin Peaks.
Cooperovo vyšetřování brzy odhalí, že Laura vedla dvojí život. Podváděla svého přítele, fotbalového kapitána Bobbyho Briggse, s motorkářem Jamesem Hurleym, a věnovala se prostituci s pomocí Lea Johnsona, místního řidiče náklaďáku, a Jacquese Renaulta, pasáka a dealera drog. Později se Laura stala závislou na kokainu, což způsobil její přítel Bobby, jenž prováděl obchody s Jacquesem Renaultem.
Lauřina smrt spouští řetězec událostí po celém městě. Lauřin otec, Leland Palmer, uznávaný právník, se nervově zhroutí. Její nejlepší kamarádka, Donna Haywardová, začne chodit s Jamesem, a s pomocí Lauřiny sestřenice, Maddy Fergusonové, se vrhne do vyšetřování Lauřina psychiatra, Dr. Lawrence Jacobyho, o němž zjistili, že byl Laurou posedlý. Ukáže se však, že je nevinný, a plán na vniknutí do jeho bytu končí tím, že je Jacoby napaden v parku a hospitalizován v nemocnici se ztrátou paměti na tuto událost, s výjimkou vzpomínky na zápach spáleného oleje. Ben Horne, nejbohatší muž v Twin Peaks, spouští poslední část svého plánu na zničení místní pily a na vraždu Catherine Martellové, jež ji vede, aby mohl nakoupit pozemky za sníženou cenu, a upevnit tak svou pozici ekonomického vládce města. Jeho narůstající bezohlednost začne trápit jeho dceru, Audrey Horneovou, která se zamiluje do agenta Coopera a začne pro něj shromažďovat zajímavé informace z celého města, aby mu pomohla vyřešit Lauřinu vraždu a aby získala jeho náklonnost.
Druhou noc ve městě dostane Cooper zvláštní sen, v němž potká ve sklepě nemocnice v Twin Peaks jednorukého muže, jež si říká Mike. Mike se představí jako nadpozemská bytost a sdělí Cooperovi, že Lauřiným vrahem je Zabiják Bob, další nadpozemská postava jako je on. Cooper pak zahlédne Boba, krutého šedovlasého muže v džínové bundě, jež prohlásí, že bude pokračovat v zabíjení. Cooper poté vidí své o dvacet pět let starší já sedící v místnosti obklopené červenými závěsy, jež vyvolávají dojem nadpozemského světla. Naproti němu stojí trpasličí muž v červeném obleku („Muž z jiného světa“) a Laura Palmer, kterou muž představí jako svou sestřenici. Poté, co proběhne zjevně zašifrovaný dialog s Cooperem, vstane muž ze své židle a začne tancovat okolo místnosti, zatímco Laura něco zašeptá Cooperovi do ucha. Následující ráno se Cooper schází se šerifem Trumanem, popíše mu svůj sen a řekne mu, že pokud se mu podaří rozšifrovat symboly ze snu, bude vědět, kdo zabil Lauru.
Cooperovi se podaří ve spolupráci s policejním oddělením Twin Peaks nalézt jednorukého muže z Cooperova snu, jež se ukáže být cestujícím prodejcem jménem Philip Gerard. Cooper se Gerarda ptá na jeho spolupracovníky a zjistí, že Gerard opravdu zná Boba, jenž je ve skutečnosti veterinářem, který léčil ochočeného ptáka Jacquese Renaulta. Na základě těchto událostí dojde Cooper k závěru, že Renault je tím hledaným vrahem, a s Trumanovou pomocí vystopuje Renaulta do nevěstince, který vlastní Ben Horne. Cooper se zde s ním setká a vyláká jej k setkání u čističky vody, jež se nachází na americké půdě. Renault je během zatčení u čističky postřelen a hospitalizován v nemocnici. Poté, co se Leland Palmer dozví, že Renault byl zatčen, proklouzne do jeho nemocničního pokoje a zavraždí jej. Ve stejnou dobu nařídí Ben Horne Leovi aby zapálil pilu i s Catherine uvězněnou uvnitř. Ben však poté pošle k Leovi nájemného zabijáka, aby se ujistil, že nebude mluvit. Po Jacquesově zatčení se Cooper vrací do svého pokoje, kde je několikrát postřelen zamaskovaným střelcem, čímž končí celá série.

### Druhá série, část první
Poté, co je Cooper postřelen, zůstává ležet na podlaze svého pokoje. Ve svém zraněném stavu a jen napůl při vědomí, prožije Cooper vizi, v níž se mu zjeví Obří muž. Obr agentu Cooperovi prozradí tři věci: „Narazíte na muže ve smějícím se pytli“, „Sovy nejsou tím, čím se zdají být“ a „Bez chemikálií vám on ukáže cestu“ a nakonec mu sdělí „Budete potřebovat lékařské ošetření“. Obr si poté vezme Cooperův zlatý prsten a vysvětlí mu, že mu bude navrácen, až Cooper všechna tři jeho odhalení správně pochopí.
Mezitím Leo Johnson podstupuje operaci, díky čemuž přežije svá střelná zranění, ale stává se těžce postiženým. Catherine Martellové se také podaří přežít oheň, ale využívá této příležitosti a předstírá svou smrt k tomu, aby připravila odplatu Benu Horneovi. Leland Palmer, jehož vlasy zbělaly doslova přes noc, se po Renaultově smrti vrací zpátky do práce, očividně zcela zotaven Renaultovou vraždou.
Cooper zjišťuje, že Philip Gerard je hostitelem Mikea, který se ukáže být démonickým duchem, jež využívá Boba k zabíjení lidí. Mike Cooperovi sdělí, že Bob pobýval v těle někoho ve městě po celá desetiletí, ale odmítne mu sdělit kdo to je. Nález dalšího Lauřina deníku přispěje k odhalení, že Bob, jehož nazývá „přítelem svého otce“, ji začal sexuálně obtěžovat a znásilňovat již jako dítě, a že začala užívat drogy, aby se s tímto zneužíváním vyrovnala. Cooper začne prošetřovat Lelandovy přátele a spolupracovníky a Harrymu sdělí, že si myslí, že vrahem je Ben Horne. Během konfrontace se Horne přizná Cooperovi a Audrey, že měl s Laurou sexuální aféru, ale nikdy by ji nezabil, protože byl do ní zamilovaný. Maddy Fergusonová je krátce poté nalezena mrtvá, zabalená do igelitu společně se srstí z vycpaných zvířat z Benovy kanceláře po celém těle. Po zatčení za Lauřinu vraždu navštíví Bena ve vězení Catherine, která mu s výsměchem sdělí, že tu noc, kdy byla Laura zavražděna strávili spolu, a může ho očistit, pokud se tak rozhodne.
Aby zahnal nejistoty ve svém vyšetřování, shromáždí Cooper všechny podezřelé na jedno místo – včetně několika lidí, kteří nejsou mezi podezřelými – a je přesvědčen, že objeví nějaké znamení, které mu pomůže identifikovat vraha. Když nabídne žvýkačku Lelandu Palmerovi, zahlédne ducha, který se mu již jednou zjevil poté co byl postřelen a před tím než zahlédl Obřího muže (je možné, že je to jedna a ta samá bytost), a pronese frázi, kterou již Copper slyšel ve svém snu od Muže z jiného světa. Poté se objeví Obří muž a potvrdí Cooperovi, že Leland je hostitelem Boba, vraha Laury a Maddy. Cooper a Truman jej zatknou, načež Bob získá úplnou kontrolu nad Lelandovým tělem a přizná se k sérii vražd těsně před tím, než donutí Lelanda k sebevraždě. Leland, umírající v Cooperově náručí a osvobozen od Bobova vlivu, Cooperovi prozradí, že jej Bob ovládal a zneužíval už jako dítě. Prosí o odpuštění, načež se mu zjeví Laura a uvítá jej do posmrtného života.
Další ráno se Cooper, Truman a všichni co pracují ve službách zákona ptají, zda byl Leland skutečně někým ovládán nebo jen mentálně postižený. Všichni se obávají, že první možnost je ta správná a pokud ano, tak existuje možnost, že se Bob stále pohybuje v okolí Twin Peaks, a hledá si nového hostitele.

### Druhá série, část druhá
Poté, co je vyšetřování vraždy ukončeno, je Cooper těsně před svým odjezdem na dovolenou obviněn z napomáhání zločinnému Jeanu Renaultovi v obchodování s drogami, a dočasně suspendován. Renault považuje Coopera za zodpovědného za vraždu jeho bratra Jacquese, jenž byl zavražděn Lelandem Palmerem, když byl Renault pod policejním dohledem v nemocnici. Poté, co je Renault zabit v přestřelce s policií a Cooper je očištěn od všech obvinění, Cooperův bývalý partner a rádce Windom Earle dorazí do Twin Peaks, aby s ním sehrál vražednou šachovou partii, v níž za každou Cooperovu ztracenou figurku zemře jeden člověk. Cooper později vysvětluje Trumanovi, že během jeho začátků v FBI po boku Earla, si Cooper začal aférku s Earlovou ženou Caroline, když se nacházela pod jeho ochranou jako svědek federálního zločinu. Earl se naštval, zabil Caroline a pokusil se Coopera vykuchat pomocí nože, a následně byl uvržen do psychiatrické léčebny. Po svém útěku a příjezdu do Twin Peaks se Earle ukrývá v lesích, kde může osnovat své plány na pomstu.
Cooper se mezitím snaží zjistit informace o původu a životě Boba, a získává nové poznatky o tajemných temných lesích, jež obklopují Twin Peaks. Při tom se dozví o existenci Bílého a Černého vigvamu, dvou mystických extra dimenzionálních říší, jež zastupují Nebe a Peklo a jejich vchod se nachází někde v okolních lesích. Copper zjistí, že Bob, Obří muž a Muž z jiného světa, pocházejí z jednoho z těchto dvou vigvamů.
Cooper se také zamiluje do nové dívky ve městě, Annie Blackburnové (Heather Grahamová). Poté, co Annie vyhraje soutěž Miss Twin Peaks, je unesena Windomem Earlem a odvlečena ke vchodu do Černého vigvamu v Glastonbury Grove. Copper si uvědomí, že Windom Earle přijel do Twin Peaks proto, aby získal přístup do Černého vigvamu a všechnu jeho moc pro sebe, a že jeho „šachová hra“ sloužila pouze k odvedení pozornosti. Za pomoci dámy s polenem sleduje Cooper Annie a Earla do Vigvamu, který se ukáže být pokojem s červenými závěsy z jeho snu. Je zde uvítám Mužem z jiného světa, Obřím mužem a duchem Laury Palmerové, z nichž každý mu sdělí zakódované poselství týkající se jeho budoucnosti, a předvedou mu možnosti Černého vigvamu, jež popírají zákony času a prostoru. Při pátrání po Annie a Earlovi narazí Cooper na několik duchů mrtvých lidí, včetně Maddy a Lelanda Palmera, který mu přednese několik směšných nepravdivých sdělení. Tito duchové jej nakonec přivedou až k Earlovi, který žádá, aby se Cooper vzdal své duše výměnou za život Annie. Cooper souhlasí a Earle jej zabije. O několik sekund později se objeví zabiják Bob, obrátí běh času ve vigvamu, a vrátí Cooperovi zpátky život. Bob zlostně sdělí Earlovi, že pouze obyvatelé vigvamu mají právo si vzít lidskou duši, a aby jej potrestal, tak jej zabije a vezme si jeho duši. Bob se poté obrátí ke Cooperovi, který poprvé ve Vigvamu pozná, co je to strach. Cooper pak utíká pronásledován Bobem a svým vlastním duchem.
Několik dní po vstupu do vigvamu jsou Cooper a Annie objeveni šerifem Trumanem v lesích. Annie je hospitalizována v nemocnici, ale Cooperova zranění jsou pouze lehká a doktor Hayward jej nechá převézt do jeho pokoje v hotelu Great Northern. Po probuzení se Cooper ptá na stav Annie a poté sdělí, že si musí vyčistit zuby. Když Cooper pohlédne v koupelně do zrcadla, je vidět, že se do něj přenesl Bob. Ten poté nasadí škleb na svém/Cooperově obličeji v zrcadle a ironicky se ptá na stav Annie a směje se při tom. Takto otevřeně končí druhá série.